# Sociologia de l'art
La sociologia de l'art és una disciplina de les ciències socials que estudia l'art des d'un plantejament metodològic basat en la sociologia. El seu objectiu és estudiar l'art com a producte de la societat humana, analitzant els diversos components socials que concorren en la gènesi i la difusió de l'obra artística. La sociologia de l'art és una ciència multidisciplinària, recorrent per a les seves anàlisis diverses disciplines com la cultura, la política, l'economia, l'antropologia, la lingüística, la filosofia i altres ciències socials que influeixin en l'esdevenir de la societat. Entre els diversos objectes d'estudi de la sociologia de l'art hi ha diversos factors que intervenen des d'un punt de vista social en la creació artística, des d'aspectes més genèrics com la situació social de l'artista o l'estructura sociocultural del públic, fins a més específics com el mecenatge, mercantilisme i comercialització de l'art, galeries d'art, crítica de l'art, col·leccionisme, museografia, institucions i fundacions artístiques. També cal remarcar al segle xx l'aparició de nous factors com l'avenç en la difusió dels mitjans de comunicació, la cultura de masses, la categorització de la moda, la incorporació de noves tecnologies o l'obertura de conceptes en la creació material de l'obra d'art (art conceptual, art d'acció...).
La sociologia de l'art deu els seus primers plantejaments a l'interès de diversos historiadors per l'anàlisi de l'entorn social de l'art des de mitjans del segle xix, sobretot després de la irrupció del positivisme com a mètode d'anàlisi científica de la cultura, i la creació de la sociologia com ciència autònoma per Auguste Comte. Tot i això, la sociologia de l'art es va desenvolupar com a disciplina particular durant el segle xx, amb la seva pròpia metodologia i els seus objectes d'estudi determinats. Principalment, el punt de partida d'aquesta disciplina se situa immediatament després de la Segona Guerra Mundial, amb l'aparició de diverses obres decisives en el desenvolupament d'aquest corrent disciplinar: Art i revolució industrial, de Francis Klingender (1947); La pintura florentina i el seu ambient social, de Friedrich Antal (1948); i Història social de la literatura i l'art, d'Arnold Hauser (1951). Als seus inicis, la sociologia de l'art va estar estretament vinculada al marxisme (com els mateixos Hauser i Antal, o Nikos Hadjinikolaou, autor d'Història de l'art i lluita de classes (1973)), tot i que després es va desmarcar d'aquesta tendència per adquirir autonomia pròpia com a ciència. Altres autors destacats d'aquesta disciplina són Pierre Francastel, Herbert Read, Francis Haskell, Michael Baxandall, Peter Burke, Giulio Carlo Argan, entre d'altres.

## Definició

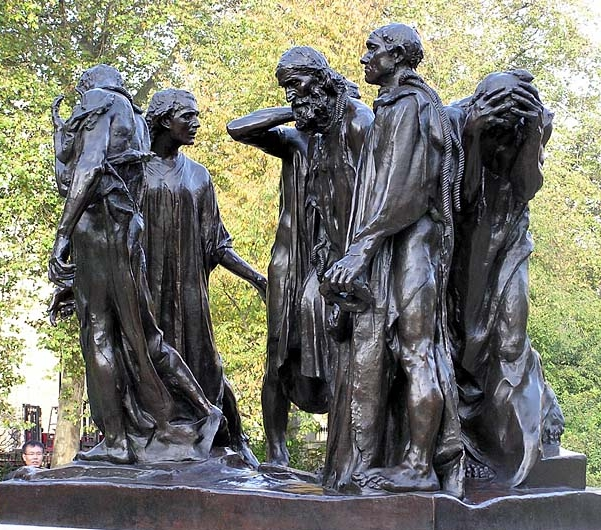
Els burguesos de Calais, de Auguste Rodin.

La sociologia de l'art és una disciplina relativament nova, desenvolupada principalment des de la Segona Guerra Mundial. Per això, encara no té uns fonaments del tot establerts, i és abordada des de diferents plantejaments teòrics i metodològics pels diversos estudiosos que tracten la matèria. A més, la sociologia de l'art està estretament relacionada amb altres disciplines que estudien l'art, com l'estètica o la pròpia història de l'art, aquesta ciència que sempre ha considerat en major o menor mesura el component social com a part indissoluble de la creació artística. La història social de l'art ha posat un èmfasi especial en les circumstàncies materials que originen l'obra artística, analitzant des d'aquest punt de vista tant la gènesi com l'evolució del fet artístic. Així mateix, l'estètica ha estat estudiada per diversos autors des del punt de vista sociològic quan el seu objecte d'estudi (el concepte de bellesa, els judicis estètics o la funció de l'art) es pot analitzar igualment des del component social que hi influeix. Així, l'estètica sociològica és aquella que estudia el coneixement sensible a partir de les condicions històriques i socials que els són pròpies a cada moment.
L'estudi social de l'art es deu principalment a les aportacions realitzades per la sociologia general, com a ciència que estudia la dimensió social dels fets humans i els múltiples factors que hi intervenen: política, economia, cultura, etc. Així, la sociologia de l'art és la que, prenent aquesta base metodològica, aplica a l'estudi de l'art. El principal interès d'aquesta disciplina és explicar el fet artístic sobre la base dels factors que el generen, contextualitzar obra i artista dins de la societat i evidenciar les relacions intrínseques entre tots dos. Cal remarcar que aquesta relació és recíproca, i que la sociologia de l'art estudia tant la influència de la societat a l'art com la que pugui aportar aquest darrer al desenvolupament social.
La relació entre art i societat és una comunicació fluida, dinàmica, que ha variat al llarg del temps. Per això, la sociologia de l'art ha de tenir una cura especial amb la relativització de l'anàlisi històrica, ja que una mateixa circumstància social pot tenir una interpretació diferent segons el lloc i el moment històric. En general, la incidència del factor social a l'art és de tipus estructural, ja que no es tracta de factors aïllats sinó d'un conjunt de relacions que intervenen de forma organitzada en la creació artística. La sociologia de l'art s'ha d'adaptar, doncs, al context específic que envolta qualsevol obra artística, per la qual cosa no pot elaborar lleis generals ni extrapolar conclusions d'un fet artístic a un altre. Cal remarcar igualment que no és una ciència exacta ni pretén aportar explicacions exhaustives ni solucions definitives, ja que a l'art incorren molts més factors d'índole més subjectiva i difícilment interpretable. Com va dir Hauser: «tot art està condicionat socialment, però no tot a l'art és socialment definible».

## Antecedents

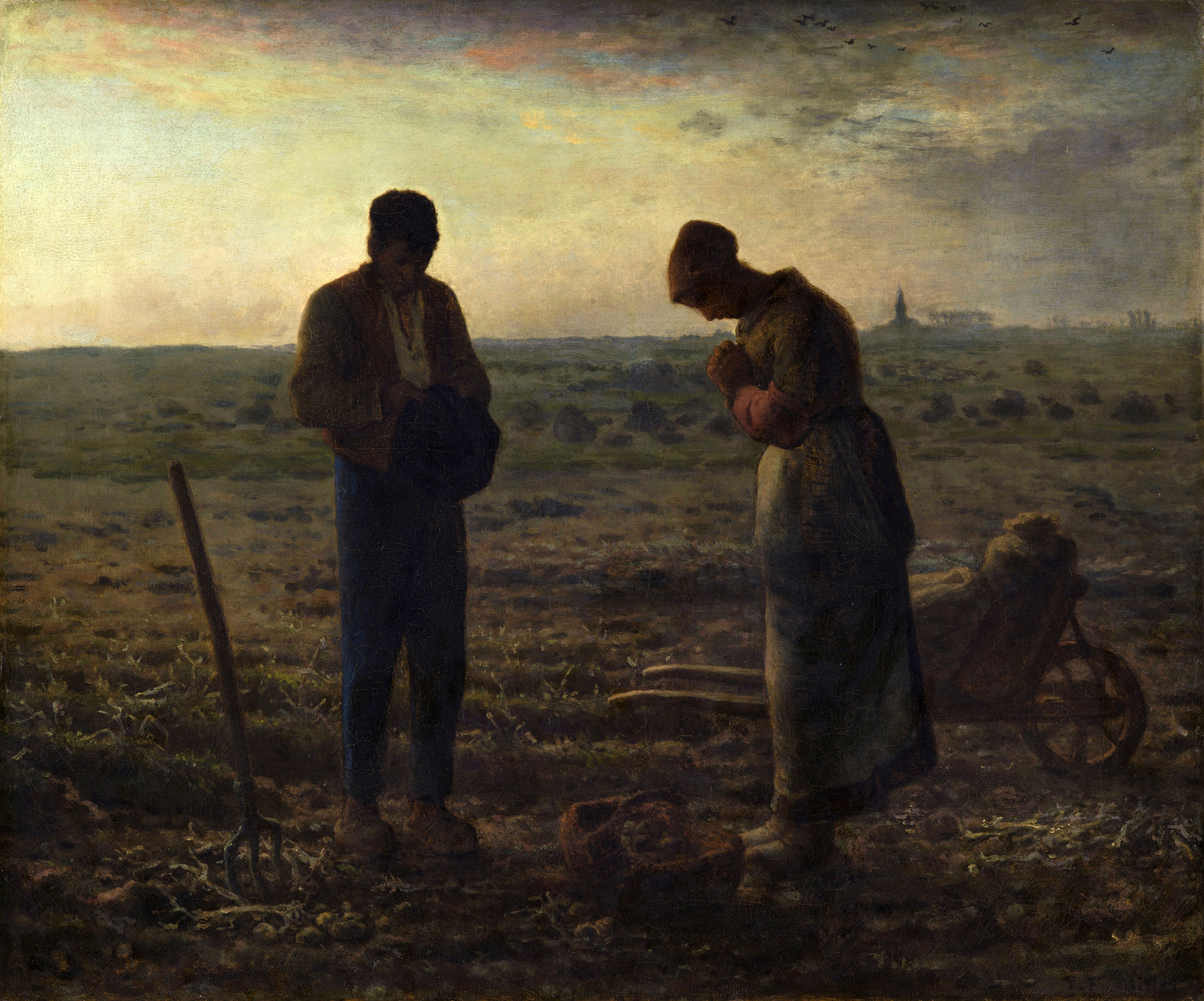
L'Àngelus, de Jean-François Millet

Si bé diversos autors s'han plantejat al llarg de la Història la funció social de l'art (Plató per exemple se'l va qüestionar a La República), és principalment des del segle xix que es comença a analitzar la relació art-societat: els canvis socials produïts per la Revolució francesa i la Revolució industrial, tant a nivell polític com econòmic, van portar els filòsofs a replantejar-se la relació de l'home amb la societat. Així va sorgir la sociologia de l'art, ciència fonamentada en els principis metodològics del positivisme que considera l'artista com a part indissoluble de la societat, i l'obra artística és un reflex fidel dels condicionaments socials que envolten l'artista.
En la seva gènesi, la sociologia de l'art es va oposar al romanticisme, el moviment cultural preponderant a Europa a principis del segle xix, si bé en van prendre el concepte de l'art com a reflex del temps (el que anomenaven «esperit del temps»), que els positivistes van anomenar «context històric». Igualment, es van enfrontar a l'esteticisme, moviment que rebutjava l'utilitarisme imperant a l'època i la lletjor i materialisme de l'era industrial. Aquesta tendència atorgava a l'art i la bellesa una autonomia pròpia, sintetitzada a la fórmula de Théophile Gautier «l'art pour l'art» (l'art per l'art), arribant fins i tot a parlar-se de «religió estètica». Aquesta postura pretenia aïllar l'artista de la societat, buscant de manera autònoma la seva pròpia inspiració i deixant-se portar únicament per una recerca individual de la bellesa, que s'allunya de qualsevol component moral, convertint-se en la fi última de l'artista, que arriba a viure la seva pròpia vida com una obra d'art (com es pot apreciar a la figura del dandi). Un dels teòrics del moviment va ser Walter Pater, que va influir en l'anomenat decadentisme anglès, establint a les seves obres que l'artista ha de viure la vida intensament, seguint com a ideal a la bellesa. Posteriorment, autors com James McNeill Whistler, Oscar Wilde, Algernon Charles Swinburne i Stéphane Mallarmé van desenvolupar aquesta tendència fins a un elevat grau de refinament basat únicament en la sensibilitat de l'artista.
El primer teòric que va estudiar l'art des d'un punt de vista sociològic va ser Hippolyte-Adolphe Taine; a la seva Filosofia de l'art (1865-1869), va aplicar a l'art un determinisme basat en la raça, el context i l'època (race, milieu, moment). Per a Taine, l'art opera com qualsevol altra disciplina científica, sobre la base de paràmetres racionals i empírics: l'art «no és més que una mena de botànica aplicada no a les plantes, sinó a les obres de l'home». Considera les obres d'art «productes dels quals cal determinar-ne les característiques i buscar-ne les vies», acceptant qualsevol forma artística com a «manifestacions de l'esperit humà». Jacob Burckhardt, a La cultura del Renaixement a Itàlia (1860), va esbossar des de la perspectiva de l'historicisme una anàlisi de l'art estudiat des de qualsevol fenomen que envolta el món de l'art: des de la política i la moral, fins a la vida domèstica i la situació de la dona. Igualment, Jean-Marie Guyau, a L'art des del punt de vista sociològic (1888), va plantejar una visió evolucionista de l'art, afirmant que l'art és a la vida, i que evoluciona com aquesta; i igual que la vida de l'ésser humà està organitzada socialment, l'art ha de ser reflex de la societat.
La sociologia de l'art va tenir una gran vinculació al segle xix amb el realisme pictòric i el naturalisme literari, així com amb moviments polítics d'esquerres, especialment el socialisme utòpic; autors com Henri de Saint-Simon, Charles Fourier i Pierre-Joseph Proudhon van defensar la funció social de l'art, que contribueix al desenvolupament de la societat, unint bellesa i utilitat en un conjunt harmònic. D'altra banda, al Regne Unit, l'obra de teòrics com John Ruskin i William Morris va aportar una visió funcionalista de l'art; a Les pedres de Venècia (1851-1856) Ruskin va denunciar la vulgarització de l'art duta a terme per la societat industrial, així com la degradació de la classe obrera, tot defensant la funció social de l'art. Així mateix, a L'art del poble (1879) va demanar canvis radicals a l'economia i la societat, reclamant un art «fet pel poble i per al poble». Per la seva banda, Morris (fundador del moviment Arts & Crafts) va defensar un art funcional, pràctic, que satisfaci necessitats materials i no només espirituals. A Les finalitats de l'art (1887) va postular un concepte d'art utilitari però allunyat de sistemes de producció excessivament tecnificats, proper a un concepte del socialisme proper al corporativisme medieval.
D'altra banda, la funció de l'art va ser qüestionada per l'escriptor rus Lev Tolstoi; en Què és l'art? (1898) es va plantejar la justificació social de l'art, argumentant que sent l'art una forma de comunicació només pot ser vàlid si les emocions que transmet poden ser compartides per tots els homes. Per Tolstoi, l'única justificació vàlida és la contribució de l'art a la fraternitat humana; una obra d'art només pot tenir valor social quan transmet valors de fraternitat, és a dir, emocions que impulsin la unificació dels pobles.

## La sociologia de l'art en elseglexx

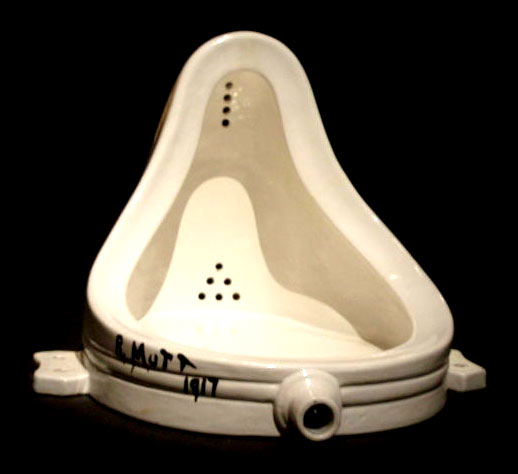
Font, de Marcel Duchamp. El suposa una pèrdua del concepte de bellesa clàssica per aconseguir un efecte més gran en el diàleg artista-espectador

L'art contemporani ha presentat una gran atomització d'estils, reflectint idees culturals i filosòfiques que es van gestar en el canvi de segle xix-xx, en molts casos contradictòries; la superació de les idees racionalistes de la Il·lustració i el pas a conceptes més subjectius i individuals, partint del moviment romàntic i cristal·litzant a l'obra d'autors com Søren Kierkegaard i Friedrich Wilhelm Nietzsche, suposen una ruptura amb la tradició i un rebuig de la bellesa clàssica.
El concepte de realitat va ser qüestionat per les noves teories científiques: la subjectivitat del temps (Bergson), la relativitat d'Einstein, la mecànica quàntica, la teoria de la psicoanàlisi de Freud, etc. D'altra banda, les noves tecnologies fan que l'art canviï de funció, ja que la fotografia i el cinema s'encarreguen de plasmar la realitat. Els moviments d'avantguarda van pretendre integrar l'art a la societat, buscant una interrelació artista-espectador més gran, ja que és aquest últim el que interpreta l'obra, podent descobrir significats que l'artista ni coneixia. És el que Umberto Eco va anomenar «obra oberta»: una obra que expressa amb més llibertat la concepció de l'artista, però que alhora estableix un diàleg amb l'espectador, perquè té un nombre il·limitat d'interpretacions. De vegades l'art està més en la visió que li atorga l'espectador que no pas en el seu procés productiu, com en els ready-made de Marcel Duchamp.
L'art contemporani està íntimament lligat a la societat, a l'evolució dels conceptes socials, com ara el mecanicisme i la desvalorització del temps i la bellesa. És un art que destaca per la seva instantaneïtat, necessita poc temps de percepció, amb oscil·lacions contínues del gust, canviant simultàniament; així com l'art clàssic se sustentava sobre una metafísica d'idees immutables, l'actual, d'arrel kantiana, troba gust a la consciència social de plaer (cultura de masses). En una societat més materialista, més consumista, l'art s'adreça als sentits, no pas a l'intel·lecte. Cobra una rellevància especial el concepte de moda, una combinació entre la rapidesa de les comunicacions i l'aspecte consumista de la civilització actual. Les darreres tendències artístiques perden fins i tot l'interès per l'objecte artístic; l'art tradicional era un art d'objecte, l'actual de concepte. Hi ha una revaloració de l'art actiu, de l'acció, de la manifestació espontània, efímera, de l'art no-comercial (art conceptual, happening, art ambiental).

## Marxisme

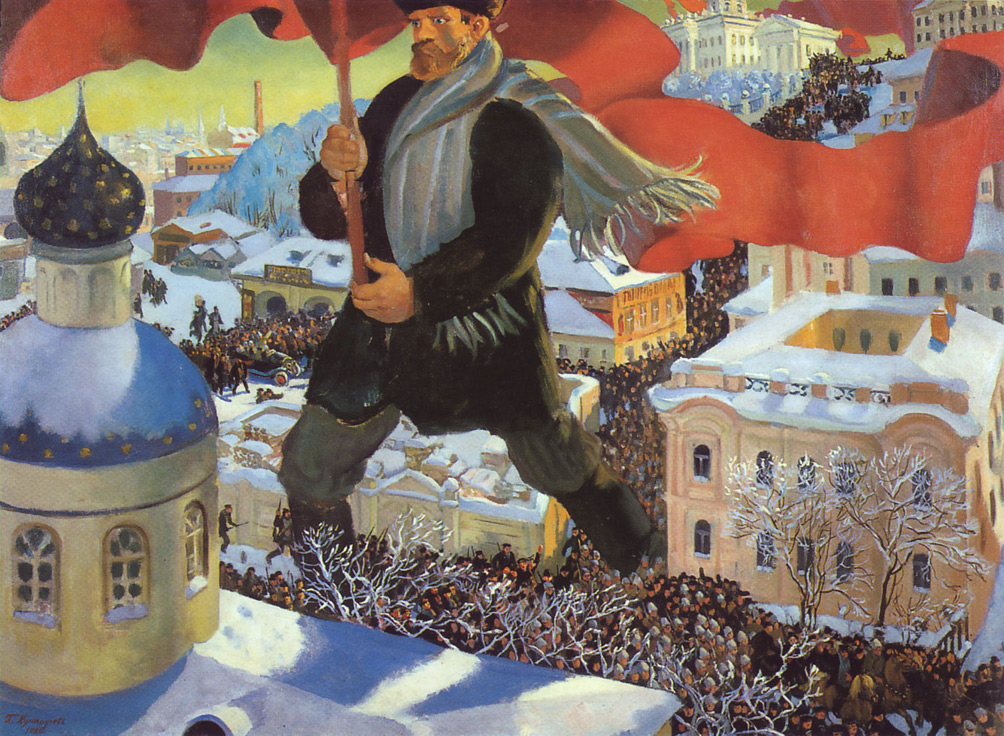
Bolxevic, de Boris Mijáilovich Kustodiev

La teoria del materialisme dialèctic formulada al segle xix per Karl Marx i Friedrich Engels va tenir derivacions en el camp de la teoria de l'art al segle xx, sobretot a Rússia. De l'obra de Marx es desprenia que l'art és una superestructura cultural determinada per les condicions socials i econòmiques de l'ésser humà. Marx considerava el fenomen artístic com un dels factors integradors de la dinàmica social i va puntualitzar l'alienació de l'art en relació amb els grups socials. Per Marx, l'art és un component de la ideologia; cada ideologia correspon a una visió del món que tracta de justificar l'ordre social establert. Així, la ideologia artística equival a una manera de representar que tendeix a justificar la realitat social resultant de les relacions econòmiques de producció. Per als marxistes, l'art és el reflex de la realitat social, si bé el mateix Marx no veia una correspondència directa entre una societat determinada i l'art que produeix. Gueorgui Plekhànov, a Art i vida social (1912), va formular una teoria materialista que rebutja «l'art per l'art», així com la individualitat de l'artista aliè a la societat que l'envolta. Després de la Revolució Soviètica, l'art, emmarcat en el realisme socialista, va ser estandarditzat en uns paràmetres definits principalment per Maksim Gorki i Andrei Jdànov; l'artista ha de ser catalitzador de les forces socials, tot fomentant el procés revolucionari marxista.
Per a György Lukács l'art d'avantguarda és el reflex de l'irracionalisme burgès. Influït per Wilhelm Dilthey i la seva distinció entre «ciències de la natura» i «ciències de l'esperit», va aplicar aquesta diferència per establir una ontologia de l'art; si la ciència tracta «amb els fets i les connexions», l'art «ens ofereix ànimes i destins». Per a Lukács, l'art està ontològicament lligat a la veritat, a una veritat mítica perdurable al rerefons de l'home durant mil·lennis. A Història i consciència de classe (1925) va aplicar la dialèctica marxista a l'art, concebent aquest com una estructura profunda i recurrent inherent a l'esdevenir històric al llarg del temps. L'art és així un fenomen mimètic que arreplega els aspectes més essencials i universals dels esdeveniments històrics. Per a Lukács, «l'art veritable representa sempre la totalitat de la vida humana».
Walter Benjamin va analitzar l'art d'avantguarda, que per ell és «la culminació de la dialèctica de la modernitat», el final de l'intent totalitzador de l'art com a expressió del món circumdant. Va intentar dilucidar el paper de l'art a la societat moderna, fent una anàlisi semiòtica en què l'art s'explica a través de signes que l'home intenta desxifrar sense un resultat aparentment satisfactori. Per ell, la modernitat implica una fractura semiòtica que submergeix l'home en la confusió, impel·lint-lo alhora a una recerca de la veritat. Encara que aparentment l'art té una funció reconciliadora entre l'home i el món, la seva naturalesa artificial fa que ens condueixi a falses premisses de veritat. A L'obra d'art a l'època de la reproductibilitat tècnica (1936) va analitzar la manera com les noves tècniques de reproducció industrial de l'art poden fer variar el concepte d'aquest, en perdre el caràcter d'objecte únic i, per tant, el halo de reverència mítica; això obre noves vies de concebre l'art (inexplorades encara per a Benjamin) però que suposaran una relació més lliure i oberta amb l'obra d'art.
Theodor W. Adorno, com Benjamin pertanyent a l'Escola de Frankfurt, va defensar l'art d'avantguarda com a reacció a l'excessiva tecnificació de la societat moderna. Contràriament al concepte estructural de Lukács, Adorno va posar èmfasi en la forma artística, que per a ell és on es manifesta el contingut ideològic subjacent a l'art, si bé d'una manera distorsionada, com en un mirall trencat. A la seva Teoria estètica (1970) va afirmar que l'art és reflex de les tendències culturals de la societat, però sense arribar a ser-ne reflex fidel, ja que l'art representa allò inexistent, allò irreal; o, en tot cas, representa el que existeix però com a possibilitat de ser una altra cosa, de transcendir. L'art és la «negació de la cosa», que a través d'aquesta negació la transcendeix, mostra allò que no hi ha de forma primigènia. És aparença, mentida, presentant allò inexistent com a existent, prometent que allò impossible és possible.

## Una nova disciplina

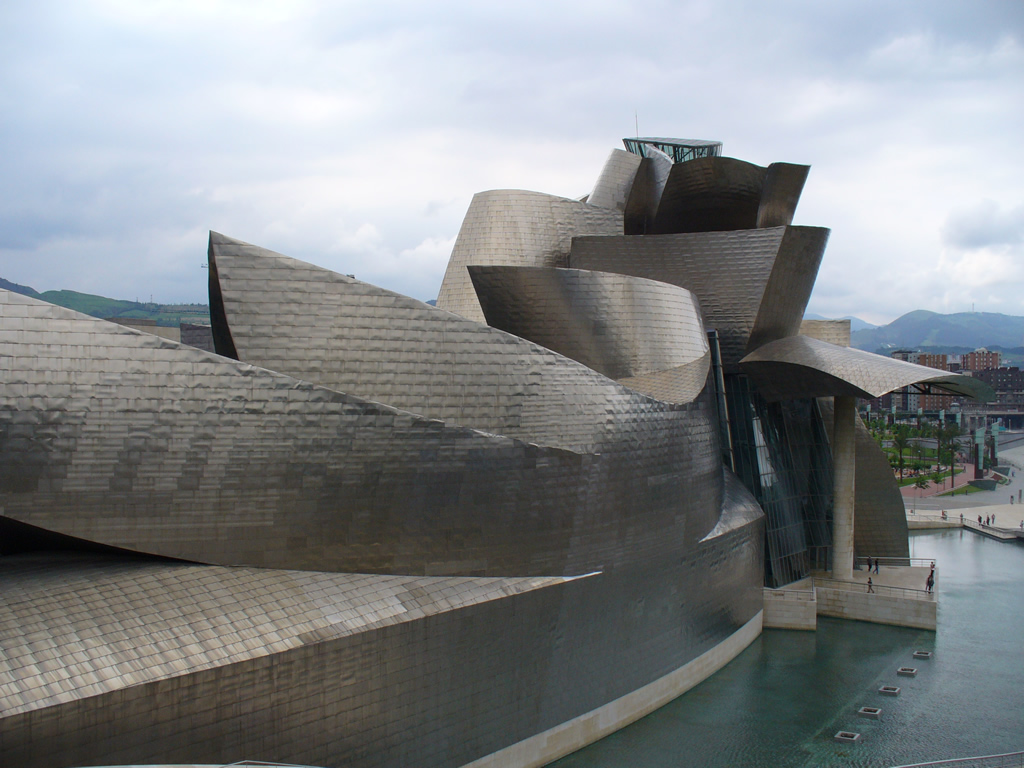
El Museu Guggenheim, Bilbao. El ha posat de manifest una interrelació més gran entre l'art i la societat, cosa que s'ha fet palesa en la proliferació de nous museus

La sociologia de l'art com a disciplina metodològica aplicada de forma sistemàtica a l'estudi de l'art neix després de la Segona Guerra Mundial, sobretot deguda a l'obra de Friedrich Antal i Arnold Hauser, provinents tots dos del formalisme de l'Escola de Viena. Antal va implantar a La pintura florentina i el seu ambient social (1948) les bases d'aquest nou mètode d'estudi de l'art, relacionant art i societat com una estructura unificada regida per principis causals. Per a aquest autor, l'art s'ha d'analitzar des de tots els factors que intervenen en la gènesi, siguin socials, polítics, econòmics, culturals, etc. Tot i així, no renega de l'anàlisi formal de l'obra d'art, ni de l'aportació que pot proporcionar la sensibilitat a l'estudi del fet artístic.
L'obra d'Arnold Hauser va tenir més èxit i difusió, i va suposar una sistematització i categorització més gran d'aquesta disciplina, per la qual cosa molts el consideren el pare de la moderna sociologia de l'art. Deixeble de Heinrich Wölfflin i Max Dvořák, la seva adscripció al marxisme serà evident en tota la seva obra, per la qual cosa va rebre nombroses crítiques. Tot i això, l'obra de Hauser, una vegada eludida la seva ideologia, és font indispensable per a l'estudi sociològic de l'art. En Història social de la literatura i l'art (1951), Hauser va intentar explicar la història de l'art des del materialisme històric, per la qual cosa, si bé pateix una excessiva esquematització ideològica, aquest primer intent d'anàlisi social de l'art posarà les bases de la sociologia de l'art. A Teories de l'art (inicialment Filosofia de la història de l'art, 1958), va establir de manera més elaborada les bases de l'estudi sociològic de l'art, delimitant els seus objectius i analitzant l'art per estrats culturals, així com aportant consideracions que suavitzaven o relativitzaven l'esquematisme de la seva Història social. Després d'aquest primer llibre teòric, va publicar el 1965 El Manierisme, la crisi del Renaixement i els orígens de l'art modern, en què retorna al mètode interpretatiu de la seva primera obra, si bé acotant enormement l'anàlisi, cosa que va resultar en una aplicació molt més argumentada i matisada del mètode. Finalment, a Sociología de l'art (1974), va realitzar l'aportació més completa a aquesta disciplina, analitzant de manera rigorosa els diferents components teòrics que repercuteixen en aquesta ciència.
Més endavant, Pierre Francastel va suposar un intent d'abandonar el determinisme a què s'havia encaminat la sociologia de l'art, intentant establir unes bases més àmplies d'anàlisi, sustentades sobretot al component cultural de l'art i de la societat. Defensa el caràcter específic del llenguatge artístic, optant per l'obra d'art com a punt de partida, en comptes del context social. La seva anàlisi és multidisciplinària i aporta a la sociologia de l'art recursos provinents de l'estructuralisme i la semiologia. A Pintura i societat (1951), va analitzar la història de la pintura des de l'evolució del pensament, si bé no aprofundeix gaire en el component social, per la qual cosa s'ha criticat Francastel com a formalista que aplica el mètode sociològic sense treure'n conclusions.
Igualment, Lucien Goldmann obre la sociologia de l'art a altres disciplines com l'antropologia, la lingüística o la psicologia, proposant un «estructuralisme genètic» en què el llenguatge és reflex d'una determinada «visió del món» present a tota estructura social. Així mateix, Pierre Bourdieu va emfatitzar l'origen sociocultural de l'art vinculant-lo al comportament humà, analitzant pautes de comportament presents a diferents societats, des de les més primitives fins a les més avançades.
5- Progressivament la sociologia de l'art va anar ampliant el seu horitzó metodològic, sorgint a la dècada del 1970 diverses tendències que analitzen l'art des de diversos factors; Jean Gimpel, a Contra l'art i els artistes (1968), va fer un repàs històric a l'art produït des de Giotto des del punt de vista de la condició social de l'artista i de la inserció de l'obra d'art en el context econòmic que la produeix, incidint especialment en factors com ara el mecenatge i el col·leccionisme. De la mateixa manera, Raymonde Moulin va analitzar a El mercat de la producció artística a França (1967) els factors incidents en un camp específic com és el mercat de l'art, establint les bases de gran nombre d'obres que incidiran en el tema. De manera similar, Michael Baxandall va sintetitzar la sociologia de l'art amb l'estètica, la lingüística i la semiòtica, creant un mètode que va anomenar «explicació històrica dels quadres»; l'obra d'art ha d'interpretar-se, afirma, com una «verbalització» de la imatge provinent de diversos estereotips inherents a estructures de pensament produïdes a cada moment històric. Svetlana Alpers va elaborar una teoria basada en la representació dels llenguatges culturals i la seva estructura gnoseològica, relacionant diversos camps de manifestació cultural: art, ciència, religió, tècnica, poesia,... juntament amb altres aspectes socials i semiòtics de la cultura.
Peter Burke, malgrat no ser historiador de l'art, va incloure l'art als seus estudis d'història social, que aglutina l'anàlisi antropològica i cultural, analitzant a El Renaixement italià (1972) la posició social de l'artista, així com el mecenatge i la funció de l'art. D'altra banda, Rudolf Wittkower va plasmar a Nascuts sota el signe de Saturn (1963) un dels millors tractats sobre l'evolució de la condició social de l'artista, així com el seu caràcter i la seva conducta social. De la mateixa manera, Patrons i pintors (1963) de Francis Haskell és referència obligada sobre el patronatge artístic.
Un dels terrenys més recents d'estudi de la sociologia de l'art és el de la cultura de masses, vinculada a l'obertura actual del concepte de l'art i a l'atomització d'estils i materials presents a l'art contemporani, amb utilització de nous suports i noves tecnologies: la fotografia, el cinema, el vídeo, el cartell, el còmic, el disseny, la publicitat, el grafit, la moda, la utilització del cos (art corporal) o la natura (art natura) com suport artístic, o performance i happening, suposen un nou ventall de possibilitats per a l'art contemporani, i un nou objecte d'estudi per a la sociologia de l'art. A L'era neobarroca (1987), Omar Calabrese pretén aglutinar totes aquestes manifestacions en una «estètica social» basada en el gust comú present en l'expressió i la comunicació d'aquestes noves tipologies, independentment de la seva funció i qualitat.

## Crítiques
La sociologia de l'art ha rebut diverses crítiques provinents de sectors variats, des de la pròpia Història de l'art o la mateixa sociologia, fins a la filosofia o l'antropologia. Les crítiques han incidit especialment en l'escola marxista; Hauser va ser criticat pel seu intent de formular una teoria universal que integrés l'estudi de l'art en el context d'una anàlisi holístic sobre l'ésser humà, sense aturar-se a analitzar l'obra d'art en si mateixa (la seva estructura, significat o rellevància artística). La seva obra Història social de la literatura i l'art va ser durament criticada per Ernst Gombrich, que va assenyalar les deficiències del seu enfocament teòric i metodològic, així com la superficialitat i la manca de rigor històric de moltes de les seves formulacions. Es critica a Hauser la rigidesa d'un determinisme que només troba a l'art un producte de les condicions socioeconòmiques. De la mateixa manera, Nikos Hadjinikolaou va ser titllat de mecanicista per negar el talent creador dels artistes, sense lloc per a la improvisació o la innovació, o qualsevol circumstància espontània i improvisada en l'esdevenir del fet artístic. Antal, sense ser tan dogmàtic, va ser igualment criticat, encara que en general es considera el seu estudi com una aportació valuosa a la Història de l'art.
L'estructuralisme de Francastel ha estat igualment criticat; segons aquest autor, qualsevol societat ha d'expressar-se per mitjà de dues diferents vies (capacitats tècniques i necessitats simbòliques), sent el pensament artístic una forma de pensament visual, i cada moment històric un contrast entre pensaments visuals antics i nous. Tot i així, s'ha criticat que no valora la figura de l'artista, i que es qüestiona la relació entre art i tècnica, alhora que no aconsegueix formular unes conclusions clares i definitives dels plantejaments que confecciona. De la mateixa manera, se n'ha assenyalat l'estil abstracte i imprecís, l'ambigüitat i la manca de concreció de les expressions, la tendència a la generalització i l'escassetat de referències bibliogràfiques. Hadjinikolaou va dir que era «un formalista que havia aconseguit convèncer la gent que feia sociologia de l'art».